# North Bank

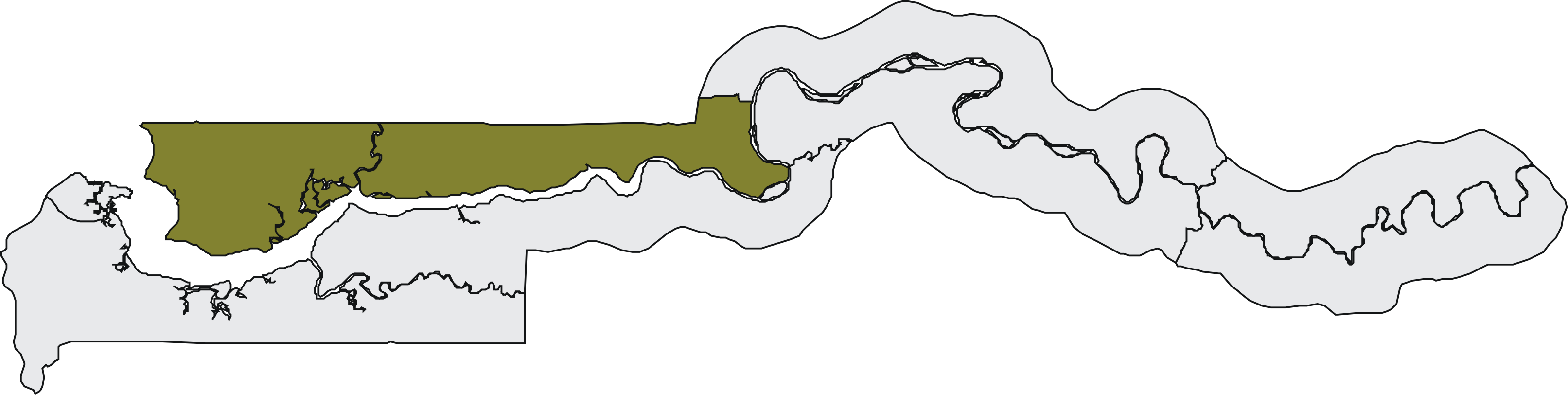
Regionens läge i Gambia.

North Bank är en region i Gambia, som också utgör kommunen Kerewan. Regionen ligger i landets nordvästra del, längs Gambiaflodens norra strand. Huvudort är Kerewan. Antalet invånare var 220 080 vid folkräkningen 2013.

## Distrikt

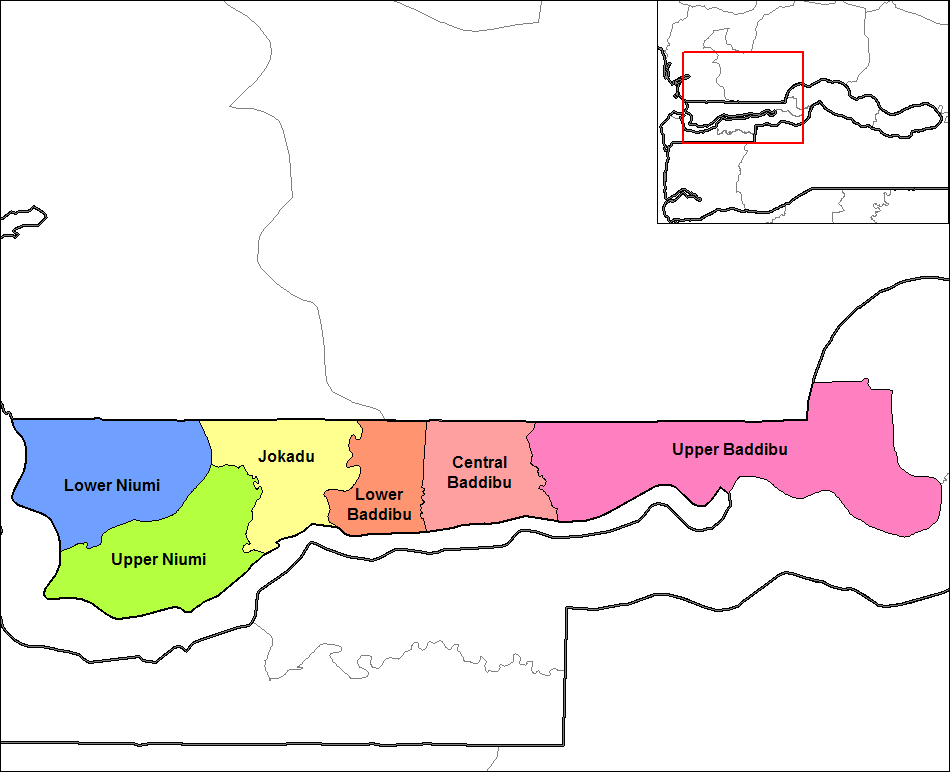
Distrikten i North Bank.

North Bank är indelat i 7 distrikt:
- Central Badibu
- Illiasa
- Jokadu
- Lower Badibu
- Lower Niumi
- Sabach Sanjal
- Upper Niumi